# Henryk III von Trockau
Henryk III von Trockau (ur. przed 1451, zm. 30 marca 1501 w Bambergu) – biskup Bambergu od 1487 do 1501.
Pochodził z rodu von Trockau. Był synem Rudolfa von Trockau i Małgorzaty von Giech. Na stolicy biskupiej zasiadał 14 lat.
Studiował w Heidelbergu. Był kanonikiem w Augsburgu i Bambergu. Na biskupa został wybrany 1 lutego 1487, święcenia biskupie otrzymał 15 lipca od Fryderyka II von Zollern – biskupa Augsburga. Natomiast 21 lipca otrzymał inwestyturę od cesarza Fryderyka III.
Jego poprzednikiem był Filip von Henneberg a następcą Veit I von Pommersfelden.